# Dan Calichman
Dan Calichman, född 21 februari 1968, är en amerikansk före detta fotbollsspelare.
Dan Calichman spelade två landskamper för det amerikanska landslaget.